# Daniel Riu y Periquet
Daniel Riu y Periquet (Sort, 1880-Madrid, 1961) fue un abogado y político español de Cataluña, hermano de Emili Riu.

## Biografía
Licenciado en Derecho, se especializó en derecho fiscal, y durante un tiempo dirigió en Madrid la Revista de Economía y Hacienda (1898) y el Anuario Financiero y de Valores Mobiliarios (1916). Ese último año presentó su tesis doctoral: El impuesto sobre el aumento de valor de los bienes inmuebles. Militó en el Partido Liberal, en la facción de Izquierda Liberal de Santiago Alba Bonifaz, con la que dominó la política local de la zona del Pallars y fue elegido diputado al Congreso por el distrito electoral de Tremp en las elecciones generales de 1916, 1918, 1919, 1920 y 1923. Fue uno de los diputados catalanes que participó en la Asamblea de Parlamentarios de 1917 y en 1918 fue nombrado director general de Aduanas. Durante la dictadura de Primo de Rivera fue director general de Trabajo, gobernador del Banco Exterior de España y consejero de estado de CAMPSA. Durante la Segunda República quedó políticamente postergado. En las elecciones generales de 1936 se vinculó al Partido Republicano Radical, pero cuando éste decidió no presentarse dentro de las listas del Frente Catalán de Orden, presentó en Lérida su propia candidatura, que no tuvo éxito y que provocó su expulsión del partido.

## Obras
- La liquidación de los presupuestos del Estado y esbozo de un plan de política financiera (1935)